# Коник, Клим Иосифович
Клим (Климентий) Иосифович Коник (укр. Клим Йосипович Коник; 1888, Санок, Королевство Галиции и Лодомерии, Австрийская империя — 3 ноября 1937, Сандармох, Карельская АССР, СССР) — украинский советский государственный деятель, правовед, ректор Одесского института народного хозяйства.

## Биография
Уроженец Восточной Галиции. Родился в 1888 году в многодетной украинской семье судебного чиновника. Начальное образование получил в Бережанской народной школе. Затем учился в классической гимназии Львова.
С 1908 — студент Львовского университета. Мировоззрение К. Коника сформировались под влиянием национально-освободительного движения на западноукраинских землях. Принимал активное участие в студенческом движении против дискриминационной политики университетского руководства по отношению к украинцам, за что был исключён из университета. Интерес к истории международного права затем побудил его поступить в Венский университет, который окончил в 1914 году.
Участник Первой мировой войны. С 1914 — на фронте. Офицер австрийской армии.
В 1917—1921 принимал активное участие в украинской национально-демократической революции. В 1918—1920 — офицер Украинской галицкой армии.
Затем стал членом КП (б) Украины. В мае 1921 возглавил на Волыни государственное издательство, занятое выпуском учебников для всех типов школ, научной, популярной, художественной и другой литературы.
Позже заведовал Волынским губернским отделом образования, а с 1925 по 1928 был ректором Волынского института народного образования (ныне Житомирский государственный университет имени Ивана Франко), преподавал общественные науки.
По приказу Наркомата просвещения УССР в феврале 1928 Коник был переведён в Одесский институт народного хозяйства (ОИНХ) на должность ректора. Несмотря на непростые условия, работал с исключительной энергией, продолжая лучшие традиции института. В 1927/1928 учебном году институт перешёл с трёхлетнего на четырёхлетний курс обучения, кроме того к институту был присоединён торгово-промышленный техникум, а его слушатели зачислены студентами вуза. В период деятельности ректора К. Коника в ОИНХ впервые среди вузов Одессы начался эксперимент, который предусматривал поиск новых форм и методов обучения студентов (введение так называемой лабораторной системы обучения). Эксперимент длился в институте до 1930, однако не нашёл поддержки у большинства преподавателей и студентов, и в результате лабораторная система в учебный процесс так и не была введена.
Впоследствии на ответственной работе в Наркомате просвещения УССР. После освобождения от выполнения обязанностей ректора Одесского института народного хозяйства его перевели на работу в аппарат управления научными учреждениями НКО УССР. С 15 ноября 1928 до 15 ноября 1930 он работал заместителем заведующего Управлением научными учреждениями Наркомата просвещения Украины.
Затем был руководителем сектора планирования науки Госплана УССР.
В мае 1933 года был репрессирован по делу Украинской войсковой организации и осуждён на 5 лет лишения свободы, как один из организаторов «вредительства на культурном фронте». Заключение отбывал на Соловках
9 октября 1937 года Особой тройкой при УНКВД по Ленинградской области был осуждён к расстрелу. Расстрелян 3 ноября 1937 года в числе 1111 соловецких политзаключённых в Сандармохе (Медвежьегорский район, Карельская АССР) накануне 20-летнего юбилея Октябрьской революции.
Реабилитирован посмертно в 1956 году.